# Ipomoea imperati
Espèce
Classification APG III (2009)
Ipomoea imperati est une espèce de plantes stolonifères de la famille des Convolvulaceae.
On la retrouve dans l'Espace Caraïbe, Açores, Antilles, mais aussi en Océanie.

## Description
Ipomoea imperati est une plante vivace herbacée. La tige est rampante et glabre. Elle développe aux cinq mètres un nœud d'où partent les racines.

## Synonymes
- Convolvulus imperati Vahl
- Convolvulus stoloniferus Cirillo
- Ipomoea stolonifera J.F.Gmel.
- Convolvulus acetosaefolius Vahl
- Ipomoea acetosaefolia (Vahl) Roemer & Schultes
- Convolvulus littoralis L.
- Ipomoea littoralis (L.) Boiss.
- Convolvulus repens L.